# Cristian Mercado
Cristian Mercado (La Paz, Bolivia, 29 de diciembre de 1974) es un actor de teatro y cine boliviano. 
Mercado es conocido por su papel protagónico como Falso Conejo en Sena/Quina, la inmortalidad del cangrejo y como Miguel, un pescador en Contracorriente junto a Manolo Cardona, película que ganó el Premio del Público a World Cine Drama en el Festival de Cine de Sundance en 2010. y su papel como Inti Peredo en Che: Part Two. También coprotagonizó películas como Los 33 de San José, película basada en la historia real de los 33 mineros atrapados en el derrumbe en Chile. También fue segundo asistente de dirección en Los Andes no creen en Dios (2007).
En teatro, formó parte del grupo Teatro de los Andes y fundó el teatro La Oveja Negra en 2005. Trabajó en Francia con "Teatro Athenor", en Chile con la compañía Teatro Camino y con Teatro de ciertos habitantes en México.
En 2021 hizo parte del rodaje de la tercera temporada de la serie estadounidense La Reina del Sur 3.

## Premios
- 2011: Ganó el premio a Mejor Actor en el Festival de Cine Rapa Nui en Chile .
- 2014: Ganó Mejor actor de teatro Premio Plurinacional Eduardo Abaroa Bolivia.[4]

## Filmografía

### Director
- 2007: Los Andes no creen en Dios (segundo asistente de dirección)

### Actor
- 2004: El atraco como Ivo
- 2005: Sena/Quina, la inmortalidad del cangrejo como Falso Conejo
- 2007: Los Andes no creen en Dios como Paco
- 2008: Che: Segunda parte como Inti (Guido Peredo Liegue)
- 2009: Contracorriente como Miguel
- 2010: Los 33 de San José como Quechua
- 2011: Blackthorn como Oficial Boliviano
- 2019: Santa Clara como vaquero
- 2019: La noche más larga como Ivan
- 2020: Pseudo como Julián
- 2021: La Reina del Sur 3

Cortos
- 2008: Desde el fondo como Antonio (corto)
- 2011: El último paso como Mateo (corto)